# Município de Green (condado de Gallia, Ohio)
Localização do Ohio nos E.U.A.
O município de Green (em inglês: Green Township) é um município localizado no condado de Gallia no estado estadounidense de Ohio. No ano de 2010 tinha uma população de 5 625 habitantes e uma densidade populacional de 56,86 pessoas por km².

## Geografia
O município de Green encontra-se localizado nas coordenadas 38° 48′ 35″ N, 82° 16′ 44″ O. Segundo a Departamento do Censo dos Estados Unidos, o município tem uma superfície total de 98.92 km², da qual 98,27 km² correspondem a terra firme e (0,66 %) 0,65 km² é água.

## Demografia
Segundo o censo de 2010, tinha 5 625 pessoas residindo no município de Green. A densidade populacional era de 56,86 hab./km².